# Тютюновий скандал
Тютюно́вий сканда́л (рос. Табачный скандал) — скандал, пов'язаний з безмитним ввезенням до Росії тютюнової та алкогольної продукції під егідою благодійного фонду «Ніка» і Штабу з гуманітарної допомоги Російської православної церкви в 1996–1998 роках. Так, протягом 8 місяців 1996 року в Росію було завезено 18 млрд безмитних сигарет та 21 млн літрів вина. Сума отриманих митних пільг перевищила 1 трлн рублів. Масштаб ввезення тютюну склав 35% від загального об’єму російського імпорту сигарет (52 млрд штук) та близько 6% російського ринку тютюнової продукції. Увагу преси також привернув той факт, що традиційно в російському церковному середовищі тютюнопаління засуджується як гріх, а від захворювань, спричинених цією шкідливою звичкою, в Росії щорічно гине близько 400 тисяч чоловік.
В 1997 році журналіст «Московського комсомольця» Сергій Бичков опублікував серію статей про торгівлю сигаретами та алкоголем, назвавши в одній з них тодішнього голови ВЗЦЗ МП митрополита Смоленського і Калінінградського (нині Патріарха Московського і всієї Русі) Кирила «тютюновим митрополитом». Цей журналіст був пізніше звинувачений у брехні з інших питань співробітниками митрополита Кирила, справи перейшли до суду, і Бичков програв всі процеси — протоієрею Всеволоду Чапліну в 2006 році і Роману Силантьєву в 2008 році. За словами єпископа Віденського й Австрійського (нині голови ВЗЦЗ) Іларіона, митрополит Кирило вирішив не порушувати справи проти Бичкова, вважаючи, що священнослужителю не пристало вирішувати питання в світському суді, і:
|  | якщо почнеться судовий розгляд, та ж сама газета і той же самий журналіст будуть його висвітлювати. І навіть якщо суд доведе безпідставність звинувачень і зобов'яже газету опублікувати спростування наклепів, за той час, поки тривав процес, на Церкву буде вилито стільки бруду, що збиток, завданий Церкві, буде ще більший. |

В «Известиях» від 23 січня 2009 Олександр Починок (у 1997 — 1998 роках керівник Державної податкової служби Росії) спростував чутки про причетність митрополита Кирила до торгівлі алкоголем і тютюном:
|  | ... Уряд і вирішив допомогти, виділивши РПЦ квоти на ввезення підакцизних товарів, надавши відповідний дозвіл через урядову комісію з гуманітарної допомоги на їх ввезення. При цьому РПЦ - точніше, компанії, близькі до неї, - були звільнені від сплати митних зборів. Все це закінчилося сумно для всіх - і для тих імпортерів, тому що багато хто з них постраждав, і для бюджету. <...> Якщо оцінювати торгівлю тютюном і алкоголем Церквою з позиції сьогоднішнього дня, то безумовно це була помилка. Тому-то, щойно стало можливо, Алексій II реформував структури, які відповідали за ввезення товарів. І повірте, цей крок Церкві дався нелегко, тому що свій бюджет їй так і не вдалося поправити. Більше того, РПЦ не могла в принципі мати корисливий інтерес в цій справі, оскільки Алексій ухвалив рішення, згідно з яким вищі церковні чини повинні після своєї смерті повернути майно Церкві. Але рішення звернутися по допомогу до держави виходила від патріарха <...> Комісію при РПЦ тоді очолював Климент. Причому архієпископ Калузький командував і з боку церкви, і з боку держави. Він контролював більшу частину доходів від «гуманітарних» операцій. В 1995 році уряд ввів до складу своєї комісії з питань міжнародної гуманітарної і технічної допомоги представника штабу гуманітарної допомоги Московського патріархату. Ним став голова цього штабу архієпископ Калузький Климент. Потім з'явилася комісія Московської патріархії з гуманітарної допомоги на чолі з тим же митрополитом Климентом. Потім вона була перетворена в комісію з економічних і гуманітарних питань, і нею знову командував митрополит Климент. Нюанс: його комісія не підпорядковувалася голові ВЗЦЗ - митрополиту Кирилу. |

Митрополит Климент у той час був безпосереднім підлеглим митрополита Кирила — як заступник Голови ВЗЦЗ[джерело?]. Ця заява була зроблена безпосередньо перед виборами Патріарха РПЦ, на яких основним суперником митрополита Кирила був саме митрополит Климент. Ніяких документальних свідоцтв непричетності митрополита Кирила (Гундяєва) до тютюнового скандалу пред'явлено не було[джерело?].
На Прес-конференції за підсумками Архієрейського Собору Російської Православної Церкви митрополит Кирил пояснив присутнім, що в Російській Церкві є Комісія з гуманітарної допомоги, куди православні і не тільки православні християни з усього світу надсилають хто що може. Серед речей, які приходять з гуманітарною допомогою, є такі, які Церква не може використовувати за прямим призначенням. Наприклад, сотні двигунів від холодильників, віконні рами та блоки та, нарешті, сигарети. Їх можна відправити назад дарувальникам. А можна узгодити питання з Урядом і передати сигарети в світську торгівлю, що й було зроблено. Частина від виручених грошей була спрямована до центрального церковного бюджету, на загальноцерковні потреби.